# Tiridate I di Partia
Tiridate I (fl. 246 a.C.-211 a.C.) sarebbe stato un sovrano dei Parti, successore di Arsace I.
Tiridate è il nome persiano, secondo quanto racconta Arriano nella Parthica, del fratello di Arsace I, fondatore del regno dei Parti, al quale sarebbe succeduto intorno al 246 a.C.; il racconto di Arriano è però frequentemente considerato privo di basi storiche e gli storici moderni credono che Arsace abbia governato fino al 211 a.C.
Secondo il racconto di Arriano, Tiridate rimase per qualche tempo in Partia, approfittando del caos dovuto alla dissoluzione dell'impero dei Seleucidi e agli attacchi, avvenuti a partire dal 246 a.C., di Tolomeo III. In seguito, intorno al 238 a.C., Tiridate fu sconfitto ed espulso dal sovrano seleucide Seleuco II, ma tornò nelle sue terre sconfiggendo i Macedoni quando Seleuco fu obbligato a tornare in oriente dalla ribellione del proprio fratello, Antioco Ierace.
Tiridate decise di adottare il nome del fratello Arsace, come poi tutti i sovrani parti dopo di lui, dando quindi inizio alla dinastia degli Arsacidi.